# تروي درايتون
تروي درايتون (بالإنجليزية: Troy Drayton) هو لاعب كرة قدم أمريكية أمريكي، ولد في 29 يونيو 1970.

## وصلات خارجية
- تروي درايتون على موقع مرجع كرة القدم المحترفة.كوم (الإنجليزية)